# ادایر (اکلاهما)
ادایر(به انگلیسی: Adair) شهری در ایالت اکلاهما کشور ایالات متحده آمریکا است که جمعیت آن در سرشماری سال ۲۰۱۰ میلادی، ۷۹۰ نفر بوده‌است.